# Rak (województwo kujawsko-pomorskie)
Rak – wieś w Polsce położona w województwie kujawsko-pomorskim, w powiecie rypińskim, w gminie Skrwilno.

## Podział administracyjny
W latach 1975–1998 miejscowość administracyjnie należała do województwa włocławskiego.

## Demografia
Według Narodowego Spisu Powszechnego (III 2011 r.) liczyła 234 mieszkańców. Jest siódmą co do wielkości miejscowością gminy Skrwilno.

## Położenie
Wieś liczy obecnie około 50 zabudowań mieszkalnych. Leży przy granicy województw kujawsko-pomorskiego i mazowieckiego.

## II wojna światowa
We wrześniu 1939 roku w Raku Niemcy mordowali ludność polską i żydowską. Ciała pochowano w pięciu dołach oraz w rowie w kształcie litery „L” o długości 40 m, szerokości ok. 2 m. W lipcu 1944 roku Niemcy próbowali zatrzeć ślady mordów. Z największego dołu zwłoki zostały wydobyte i spalone. Popioły zatopiono w jeziorze Skrwilno.